# Jeremy Grantham
Jeremy Grantham (* 1938) je britský investor a spoluzakladatel a hlavní investiční stratég bostonské společnosti Grantham Mayo van Otterloo (GMO), která působí v oblasti investičního managementu. GMO je jednou z největších společností svého druhu na světě, v prosinci roku 2011 měla ve své správě aktiva v hodnotě 97 miliard amerických dolarů. Grantham je považován za velmi znalého a zkušeného investora v oblasti cenných papírů, dluhopisů a komodit a je zvláště znám pro své predikce různorodých bublin. Je hlasitým kritikem reakcí různých vlád na globální finanční krizi. Na začátku 70. let založil jeden z prvních světových indexových fondů. V roce 2011 byl uveden na seznam 50 nejvlivnějších lidí časopisu Bloomberg Markets.